# Château de Sales (Gironde)
 (juillet 2021).
Château de Sales est un domaine viticole situé sur les communes de Libourne et Lalande-de-Pomerol en Gironde.
Le château dans sa totalité (façades, toitures, jardins) est inscrit au titre des monuments historiques depuis 1996.

## Histoire
Le Château de Sales appartient à la même famille depuis le XVIe siècle,. Le domaine, acquis en 1578 par la famille Sauvanelle, est transmis de génération en génération, voyant se succéder quatre familles : les Sauvanelle, les Desaigues, les de Laage, les Lambert.
Descendants directs des Sauvanelle, les héritiers Lambert et leurs enfants sont les actuels propriétaires de Château de Sales. En 2018, Marine Treppoz devient présidente et Vincent Montigaud prend la direction du domaine.

## Architecture
Le château semble construit par le premier propriétaire Jean de Sauvanelle, maire de Libourne, dans la première moitié du XVIIe siècle. Le plan du château adopte encore celui d'une forteresse, entièrement clos et organisé autour d'une cour intérieure. Son décor est typiquement maniériste.
La chartreuse, construite au milieu du XVIIe siècle, est inscrite au titre des Monuments historiques depuis 1996. Le décor intérieur est refait après 1734 et la charpente des communs est refaite entre 1830 et 1840.
Les jardins, réalisés en 1770-1772, ont fait place à des pelouses. Un second jardin est ajouté en 1834, et la fonction potagère du jardin disparaît.
La pièce d'eau a été réalisée entre 1770 et 1780.

## Vignoble
Le domaine est situé au nord-ouest de l'appellation Pomerol. Les limites de la propriété sont les mêmes qu'au XVIe siècle à trois hectares près, perdus pendant la Révolution.
Avec 47,6 hectares de vignes, sur les 90 hectares de la propriété, c'est le plus important vignoble de l'AOC pomerol,.
L'encépagement est composé à 73 % de merlot, 15 % de cabernet sauvignon et 12 % de cabernet franc. La densité de plantation s'élève en moyenne à 5900 pieds par hectare.
Il est certifié « Haute Valeur Environnementale » depuis 2020[réf. nécessaire].